# Phaeogenes mysticus
Phaeogenes mysticus là một loài tò vò trong họ Ichneumonidae.